# Día Internacional de la Geodiversidad
El Día Internacional de la Geodiversidad es una jornada que se celebra anualmente el 6 de octubre desde 2022, fue proclamada por la UNESCO en 2021.

## Proclamación
El Día Internacional de la Geodiversidad fue proclamado por la Conferencia General de la UNESCO el 24 de noviembre de 2021, durante su 41.ª sesión. El objetivo de esta proclamación es resaltar la importancia de la geodiversidad,  que se refiere a la parte de la naturaleza que no está viva, tanto en la superficie como en el interior del planeta, incluyendo minerales, fósiles, suelos, sedimentos, montañas, topografía y características hidrológicas como ríos y lagos, para la sostenibilidad de la vida en la Tierra y para promover una mejor comprensión de los procesos dinámicos de nuestro planeta. La UNESCO reconoció la necesidad de sensibilizar a la sociedad sobre cómo dependemos de la geodiversidad y la relevancia de las geociencias para abordar los desafíos globales actuales, como el cambio climático, la gestión de recursos naturales y la prevención de desastres naturales.

## Celebración
Este día se celebra anualmente el 6 de octubre. La primera celebración oficial tuvo lugar en 2022. Durante este día, se organizan diversas actividades y eventos como conferencias, talleres, excursiones geológicas, exposiciones y campañas de sensibilización que promueven el conocimiento y la apreciación de la geodiversidad. Estas actividades buscan educar al público sobre la importancia de los recursos geológicos y sus procesos, así como sobre cómo pueden contribuir a la sostenibilidad y al bienestar humano.

## Temas
- 2022: La diversidad sustenta la vida[4]
- 2023: La geodiversidad es para todos y todas[5]